# Pteris silent-valliensis
Pteris silent-valliensis là một loài dương xỉ trong họ Pteridaceae. Loài này được S.R.Ghosh & R.K.Ghosh mô tả khoa học đầu tiên năm 1983.
Danh pháp khoa học của loài này chưa được làm sáng tỏ. 